# 石河子站
石河子站，位于中华人民共和国新疆维吾尔自治区石河子市，是北疆铁路上的火车站，建于1988年，由中国铁路乌鲁木齐局集团奎屯车务段管辖的客货一等站，是环北疆线的重要铁路车站，主要承担着八师、沙湾、玛纳斯以及石河子市北工业园区内各大、中型企业的客货运输服务，为地方经济的发展提供了充足的运力保障。

## 車站周邊
- 石河子君悦酒店
- 石河子铁路度假村
- 润昌蓝海钧华大饭店
- 蜀江大酒店
- 石河子第九中学
- 石河子第十一中学
- 一五二团医院
- 石河子绿洲医院
- 石河子第十六中学
- 石河子第三中学
- 中国移动石河子市分公司
- 石河子名都筷子花酒店
- 石河子镇人民政府

## 歷史
- 石河子站于1988年建成并投入运营，2010年、2018年两次扩能改造。目前，以“军垦第一犁”为设计形象的站房，总建筑面积为8598平方米，可同时容纳候车旅客2600余人；站台规模为2站台7线。[6]